# Julián Casanova
Julián Casanova Ruiz (Valdealgorfa, Teruel, 1956) es un historiador español. Es catedrático de Historia Contemporánea en la Universidad de Zaragoza y Visiting Professor en la Central European University de Budapest.

## Datos académicos y profesionales
Doctor por la Universidad de Zaragoza (1984) con la tesis: Anarquismo y revolución en la sociedad rural aragonesa durante la Guerra Civil (julio 1936-mayo 1938).
Ha sido profesor visitante en prestigiosas universidades británicas, estadounidenses y latinoamericanas, entre ellas Queen Mary College (Londres), Harvard, Notre Dame, New School for Social Reserarch (en Estados Unidos) y Central European University (Budapest). Durante el curso 2018-19 fue miembro del Institute for Advanced Study de Princeton, USA. Es miembro del consejo de redacción de varias revistas científicas (entre ellas, Historia Social, Cuadernos de Historia de España –Buenos Aires- y The Internacional Journal of Iberian Studies).
Es colaborador habitual de las páginas de opinión de El País y forma parte del Gabinete de Julia en la Onda, Onda Cero. Participa también en el programa 24 horas de RNE. Ha publicado además numerosos artículos en diferentes revistas especializadas. En el año 2007 fue nombrado Hijo Adoptivo de la ciudad de Zaragoza.
Asesor histórico y presentador de La guerra filmada, serie de ocho horas de programas documentales sobre la guerra civil española, TVE, 2006 (editado por Filmoteca Española, Ministerio de Cultura, 2009). Ha sido asesor histórico de la serie de TV “El día de mañana” (“What the Future Holds”) de 2018, dirigida por Mariano Barroso; y del film ”Mientras dure la guerra” (“While at War”), 2019, dirigido por  Alejandro Amenábar, ambas de MOD producciones. 
Participa frecuentemente en actividades de divulgación científica, con decenas de conferencias y cursos para estudiantes (invitado por diferentes universidades), en centros de Enseñanza Media y otras abiertas al público en general, organizadas por instituciones públicas y privadas. Coordinador permanente de jornadas científicas, en Universidades y centros institucionales. 
Ha dirigido 35 tesis doctorales, ha sido investigador principal en diferentes proyectos de investigación financiados por el Ministerio de Educación y Ciencia y por el Gobierno de Aragón y ha impartido conferencias en más de treinta universidades y centros internacionales.
Director científico y autor de los textos del Memorial del Cementerio de Torrero de Zaragoza (el memorial más importante que se ha construido en España para las víctimas de la guerra civil y de la dictadura de Franco) y creador y autor de los textos de la ruta de la memoria en el mismo Cementerio, una ruta de seis lugares de memoria de los vencedores y vencidos en la guerra civil española.
En 2008 fue elegido, a propuesta de las partes (los familiares de desaparecidos y las asociaciones para la recuperación de la "memoria histórica" denunciantes), miembro del grupo de expertos encargado de búsqueda de fosas comunes y la identificación de las víctimas en el sumario contra los crímenes del franquismo promovido por el juez Baltasar Garzón, destacó su trabajo en la identificación de los más de 3.500 republicanos fusilados en Zaragoza.
En abril de 2021 el Gobierno de Aragón le concedió el Premio de las Letras Aragonesas 2020 por “su larga trayectoria, la calidad científica de sus textos, el vigor y la agilidad de su estilo ensayístico, la capacidad y voluntad de comunicación, y el compromiso social de su obra”. Su candidatura fue propuesta por la Asociación de Librerías de Zaragoza y por Prensas de la Universidad de Zaragoza.

## Obras
Entre las obras que ha escrito o en las que ha participado como editor o coordinador se encuentran las siguientes:
- La historia social y los historiadores (Editorial Crítica, 1991; edición de bolsillo en 2003; nueva edición en 2015)
- De la calle al frente. El anarcosindicalismo en España, 1931-1939 (Crítica, 1997; edición de bolsillo en 2010; traducción al inglés en Routledge, Londres, 2005)
- El sueño igualitario: campesinado y colectivizaciones en la España republicana, 1936-1939 (editor, Institución Fernando el Católico, 1988)
- El pasado oculto. Fascismo y violencia en Aragón, 1936-1939 (coautor, Mira Editores, 1992; primera edición en siglo XXI, Madrid, 1992)
- Víctimas de la Guerra Civil (coautor, coordinado por Santos Juliá, Temas de Hoy, 1999)
- La iglesia de Franco (Temas de Hoy, 2001; edición con notas en Crítica, 2005)
- Guerras civiles en el siglo XX (coordinador, Fundación Pablo Iglesias, 2001)
- Morir, matar, sobrevivir (coordinador, Crítica, 2002)
- Anarquismo y revolución en la sociedad rural aragonesa, 1936-1938 (Crítica, 2006; primera edición en siglo XXI, 1985)
- Anarquismo y violencia política en la España del siglo XX (Institución Fernando el Católico, 2007)
- República y guerra civil (Crítica/Marcial Pons, Barcelona, 2007; edición en inglés en Cambridge University Press, Cambridge, 2010)
- La guerra civil española (coordinador con Paul Preston, Editorial Pablo Iglesias, Madrid, 2008)
- Historia de España en el siglo XX (coautor junto a Carlos Gil Andrés, Ariel, 2009; edición en inglés en Cambridge University Press, Cambridge, 2014)
- Tierra y Libertad. Cien años de anarquismo en España (coordinador), Editorial Crítica, 2010.[4]
- Europa contra Europa, 1914-1945, Crítica. 2011.[5][6]
- Breve Historia de España en el siglo XX (coautor con Carlos Gil Andrés, Ariel, 2012)
- A Short History of the Spanish Civil War, I.B.Tauris, Londres, 2012 (edición en turco, en Iletisim, Estambul, 2015; y en árabe, Arab Center for Research & Policy Studies, Doha, 2017).
- España partida en dos (Crítica, 2013). (trad. de la edición inglesa A Short History of the Spanish Civil War, I. B. Tauris)[7]
- La venganza de los siervos. Rusia, 1917 (Editorial Crítica, 2017)
- Una violencia indómita. El siglo XX europeo (Editorial Crítica, 2020)
- Europa contra Europa, 1914-1945 (Editorial Booket, 2021)
- España partida en dos: breve historia de la Guerra Civil española (Editorial Crítica, 2022)
- La iglesia de Franco (Editorial Crítica, 2022)
- Franco (Editorial Crítica, 2025)